# Zvjozdnij gorodok
Zvjozdnij gorodok (oroszul Звёздный городок) zárt városi jellegű település Oroszország Moszkvai területén. Neve magyarul is használatos mint Csillagváros. Moszkvától 25 km-re északkeletre fekszik. Itt található a Jurij Gagarin Űrhajóskiképző Központ, mely az 1960-as évektől működik.
Lakossága: 6332 fő (a 2010. évi népszámláláskor).